# Liste des maires de Saint-Nazaire
La liste des maires de Saint-Nazaire présente la liste des maires de la commune française de Saint-Nazaire, située dans le département de la Loire-Atlantique en région Pays de la Loire.

## L'Hôtel de ville

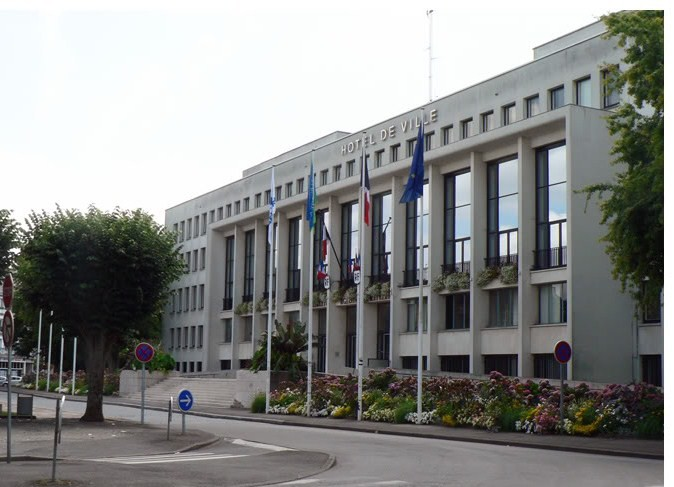
L'Hôtel de ville

## Liste des maires

### Entre 1790 et 1945
| Période           | Période           | Identité                               | Étiquette      | Qualité |
| ----------------- | ----------------- | -------------------------------------- | -------------- | --- |
| 3 février 1790    | 9 mai 1790        | Jean-Pierre Dufrexou                   |                | Avocat, administrateur du département |
| 25 mai 1790       | 14 janvier 1791   | Sébastien Bureau                       |                | |
| 30 janvier 1791   | décembre 1792     | Claude Jean Dubochet                   |                | |
| décembre 1792     | décembre 1794     | Jean-Pierre Dufrexou                   |                | Avocat Député de la Loire-Inférieure (1791 → 1792) |
| décembre 1794     | 3 juillet 1811    | Jean-François Allançon                 |                | |
| 3 juillet 1811    | 24 août 1815      | Guillaume Durand (1752-1826)           |                | Soldat puis sergent dans la garde côte Employé aux douanes maritimes |
| 25 août 1815      | 24 septembre 1815 | Jean-Pierre Mahé                       |                | |
| 25 septembre 1815 | 6 juillet 1823    | Julien Tahier de Kervaret (1749-1832)  |                | Ancien capitaine de frégate Chevalier de Saint-Louis (1821) |
| 6 juillet 1823    | 8 juin 1829       | Bernardin Marie de Lesquen (1778-1860) |                | |
| 8 juin 1829       | 29 juillet 1830   | Jean Pierre Mahé                       |                | |
| 29 juillet 1830   | 21 décembre 1830  | Charles Alexandre Blanchard            |                | Officier de santé |
| 21 décembre 1830  | 22 octobre 1834   | Mathieu Goy                            |                | |
| 22 octobre 1834   | 7 septembre 1837  | Claude Jean Dubochet                   |                | |
| 1er novembre 1837 | 14 mai 1848       | Jean François Havard-Duclos            |                | |
| 14 mai 1848       | 21 juin 1848      | Joseph Marie Denancé                   |                | Juge de paix Conseiller d'arrondissement (1833 → 1848) |
| 21 juin 1848      | 12 novembre 1848  | Gabriel Picard                         |                | |
| 12 novembre 1848  | 7 septembre 1870  | René Guillouzo (1816-1879)             |                | Médecin |
| 7 septembre 1870  | 30 mars 1874      | Alexandre Vézin                        | Républicain    | Avocat Conseiller général de Saint-Nazaire (1871 → 1883) |
| 30 mars 1874      | 23 novembre 1874  | Pascal Cahour (1816-1896)              |                | Capitaine au long cours, consul d'Haïti Démissionnaire |
| 23 novembre 1874  | 10 janvier 1875   | J. Aubré                               |                | |
| 10 janvier 1875   | 18 mai 1884       | Auguste Joseph Desanges                |                | Marchand drapier, Juge de paix suppléant. Chevalier de la Légion d'honneur |
| 18 mai 1884       | 14 septembre 1884 | Gustave Lallement                      |                | |
| 14 septembre 1884 | 17 mai 1896       | Fernand Gasnier                        | Républicain    | Négociant, vice-président (1901 → 1905) puis président de la Chambre de commerce (1905 → 1906) Député de la Loire-Inférieure (1893 → 1898) Conseiller général de Saint-Nazaire (1889 → 1898) Chevalier de la Légion d'honneur Officier d'Académie |
| 17 mai 1899       | 22 août 1909      | Baptiste Lechat (1848-1928)            | Républicain    | Marchand de vin en gros Conseiller général de Saint-Nazaire (1904 → 1910) |
| 22 août 1909      | 10 décembre 1919  | Louis Brichaux (1871-1945)             |                | Négociant en charbons Président de la Chambre de commerce (1912 → 1926) |
| 10 décembre 1919  | 17 mai 1925       | Vivant Lacour                          | Républicain    | Ancien industriel |
| 17 mai 1925       | 18 juillet 1941   | François Blancho                       | SFIO           | Ouvrier chaudronnier, syndicaliste Sous-secrétaire d'État (1936 → 1938 et 1940) Député de la Loire-Inférieure (1928 → 1940) Conseiller général de Saint-Nazaire (1925 → 1940) Démissionnaire en décembre 1940 et mai 1941 puis révoqué            |
| 18 juillet 1941   | 16 septembre 1941 | Bernard Escurat (1865-1962)            | SFIO           | Instituteur Premier adjoint au maire (1925 → 1941) Conseiller d'arrondissement (1919 → 1937) |
| 16 septembre 1941 | 11 mai 1945       | Pierre Toscer                          | sans étiquette | Nommé par le régime de Vichy |

### Depuis 1945
Depuis l'après-guerre, sept maires se sont succédé à la tête de la commune.
| Période           | Période          | Identité                           | Étiquette                            | Qualité |
| ----------------- | ---------------- | ---------------------------------- | ------------------------------------ | --- |
| 11 mai 1945       | 13 octobre 1945  | François Blancho                   | SFIO                                 | Ouvrier chaudronnier Président de la délégation municipale provisoire |
| 13 octobre 1945   | 29 juin 1946     | Jean Guitton                       | SFIO                                 | Économe des hôpitaux de Saint-Nazaire Député de la Loire-Inférieure (1945 → 1958) Conseiller général de Saint-Nazaire (1945 → 1967) Démissionnaire                                                       |
| 29 juin 1946      | 4 novembre 1947  | Charles Grenapin-Pitre (1877-1962) | SFIO                                 | Retraité des Ponts et Chaussées Premier adjoint au maire (1945 → 1946) Chevalier de la Légion d'honneur (1937)                                                                                           |
| 4 novembre 1947   | 26 mai 1954      | François Blancho                   | SFIO,                                | Ouvrier chaudronnier Démissionnaire |
| 26 mai 1954       | 26 juin 1954     | Louis Bretonnière                  | SFIO                                 | Président de la délégation spéciale |
| 26 juin 1954      | 14 décembre 1968 | François Blancho                   | SFIO                                 | Retraité des chantiers navals Député de la Loire-Atlantique (6e circ.) (1962 → 1967) Membre du Parlement européen (1962 → 1964) Maire honoraire (1968) Démissionnaire                                    |
| 14 décembre 1968, | 22 mars 1983     | Étienne Caux (1918-1990)           | SFIO puis PS                         | Instituteur puis directeur de groupe scolaire Président de l'Office municipal d'HLM Conseiller municipal et adjoint au maire de Trignac (1945 → 1958)                                                    |
| 22 mars 1983      | 4 avril 2014     | Joël-Guy Batteux                   | PS puis MDC puis PR puis AGR puis PS | Ingénieur chimiste Premier adjoint au maire (1978 → 1983) Conseiller régional des Pays de la Loire (1983 → 2010) Président de la CARENE (2001 → 2014) Membre du CESE                                     |
| 4 avril 2014      | En cours         | David Samzun,                      | PS                                   | Employé de banque Adjoint au maire , (2001 → 2014) Vice-président de la CARENE chargé de l'habitat Président de la CARENE (2014 → ) Président du conseil de surveillance du centre hospitalier (2014 → ) |